# Trichocera monstrosa
Trichocera monstrosa är en tvåvingeart som beskrevs av Nakamura och Saigusa 1997. Trichocera monstrosa ingår i släktet Trichocera och familjen vintermyggor. Inga underarter finns listade i Catalogue of Life.